# Мінераловодський район
Мінераловодський район (рос. Минераловодский район) — адміністративна одиниця Ставропольського краю Російської Федерації.
Адміністративний центр — місто Мінеральні Води.

## Адміністративний поділ
До складу району входять два міських та 13 сільських поселень:
1. Місто Мінеральні Води
2. Селище Анджиєвський
3. Гражданська сільрада — село Гражданське, селище Красне Поле, селище Нижньобалковський, село Сунжа, селище Фруктовий
4. Село Гречеське
5. Левокумська сільрада — село Левокумка, хутір Садовий
6. Ленінська сільрада — селище Новотерський, селище Бородіновка, хутір Возрожденіє, селище Змєйка, хутір Красний Пахарь, поселок Кумськой, поселок Ленінський, хутір Привольний, хутір Тельмана
7. Марьїно-Колодцевська сільрада — село Марьїни Колодці, хутір Старотарський, хутір Суха Падіна, хутір Утрєнняя Долина, хутір Веселий, хутір Безівановка
8. Село Нагутське
9. Нижньоалександровська сільрада — село Нижняя Александровка, хутір Западний Карамик, хутір Новомирський
10. Первомайська сільрада — поселок Первомайський, селище Загорський, хутір Славянський
11. Перевальненська сільрада — хутір Перевальний, хутір Лисогорський, хутір Любительський
12. Побегайловська сільрада — село Побегайловка, хутір Братство-Равенство, село Кангли, поселок Кумагорськ, хутір Новая Жизнь
13. Прикумська сільрада — село Прикумське, село Долина, село Дунаєвка, село Єруслановка, селище Мирний, село Орбельяновка, село Успеновка
14. Розовська сільрада — село Розовка, хутір Апанасенко, хутір Свободний Труд
15. Ульяновська сільрада — село Ульяновка, хутір Ніколаєвська Степь, хутір Новогодній